# KZ-Außenlager Landshut
Das KZ-Außenlager Landshut war ab Dezember 1944 eines der 169 Außenlager des Konzentrationslagers Dachau. Etwa 500 meist deutschsprechende jüdische KZ-Häftlinge mussten in der Nähe des Bahnhofs Landshut schwere körperliche Zwangsarbeit bei Bauarbeiten zur Errichtung eines Nachschublagers der Wehrmacht verrichten, bei mangelhafter Ernährung. Mindestens 80 starben. Wegen des katastrophal schlechten Gesundheitszustands der Häftlinge wurde das Lager am 5./6. Februar 1945 aufgelöst, 150 verbliebene Häftlinge in das KZ Dachau überstellt. Mitte März 1945 wurde die zur SS-Eisenbahnbaubrigade umorganisierte SS-Baubrigade II des KZ Sachsenhausen nach Landshut beordert, um am Bahnhof Aufräumarbeiten nach alliierten Luftangriffen zu verrichten. Auch bei diesem Außenkommando gab es Tote.
Jüdische KZ-Häftlinge des KZ Dachau wurden auch in den KZ-Außenlagern Riederloh, Karlsfeld, sowie den Außenlagerkomplexen Kaufering und Mühldorf eingesetzt.

## Dezember 1944 bis Februar 1945 – KZ-Außenlager Landshut

### OT – Nachschublager der Wehrmacht
Im September 1944 entsandte die Organisation Todt (OT) eine 60-köpfige Bauabteilung nach Landshut. Sie sollte auf dem unbebauten Gelände auf dem damaligen „Kleinen Exerzierplatz“ ein „Nachschublager für die Wehrmacht“ ⊙ aufbauen, bestehend aus OT-Unterkunftsgebäuden sowie 24 Hallen an der Südwest-Ecke des Lagers, mit einer Fläche von je 40 mal 20 Metern. Schon am ersten Tag stand die Verwaltungsbaracke der OT.

### KZ-Außenlager Landshut
Im Winter 1944/45 wurde räumlich davon getrennt das KZ-Außenlager Landshut ⊙ des Konzentrationslagers Dachau aufgebaut, bestehend aus Wellblechbaracken. Dazu wurden im Dezember 1944 etwa 500 der kräftigsten KZ-Häftlinge des KZ-Außenlagerkomplexes Kaufering, wo Juden der Vernichtung durch Arbeit ausgesetzt waren, ins KZ-Außenlager Landshut überstellt, wo sie eng zusammengepfercht in den kalten zugigen Baracken in Stockbetten schlafen mussten. Die meist deutschsprechenden Gefangenen wurden von der SS bewacht, das Lager war zudem von einem drei Meter hohen Zaun umgeben und nachts durchgehend hell beleuchtet.
Die Inhaftierten mussten unter Überwachung durch die SS für die „OT-Oberbauleitung B.-G.“ arbeiten, zur Planierung des Geländes, Straßenbau, Erstellung eines Gleisanschlusses und der Errichtung von Gebäuden. Nach Luftangriffen standen Aufräumarbeiten an. Auch zur bitterkalten Winterzeit hatten sie nur ihre dünnen Zebra-Drillichanzüge. Zu essen gab es für diese schweren körperlichen Arbeiten pro Tag etwa 100 Gramm Brot, 15 Gramm Margarine, 2,3 Gramm Blutwurst, mittags eine wässrige Suppe, sowie morgens und abends einen Becher Kaffee. Viele Häftlinge wurden schwer krank, hatten Schwellungen und eitrige Geschwüre, die kaum behandelt werden konnten.
In den knapp zwei Monaten starben mindestens 80 Häftlinge an Krankheit und Erschöpfung, wie auch bei Luftangriffen, während derer sie weiter arbeiten mussten. Manche Gefangenen haben keine Tötungen wahrgenommen, andere Augenzeugen berichteten von brutaler Gewalt auch des stellvertretenden Lagerführers SS-Unterscharführer Henschel, sowie von Fußtritten und Schlägen mit Faust, Karabiner, Koppelschloss und Eisenrute, auch mit Todesfolge, sowie Erschießungen. So starb Walter Bär bald nach Schlägen mit einem Kabelende zu Beginn 1945, Hugo Kozen nach Fußtritten und Schlägen mit einem Koppelschloss.
Die verstorbenen KZ-Häftlinge wurden morgens um vier Uhr mit einem Panjewagen zum Friedhof Achdorf gefahren und in Massengräbern an der Mauer nördlich des Friedhofs verscharrt.
Das Außenlager wurde am 5./6. Februar 1945 geräumt. 150 Häftlinge wurden ins KZ Dachau überstellt, andere wohl in den KZ-Außenlagerkomplex Mühldorf, unter anderem in das dortige „Waldlager“.
Juristische Folgen gab es nicht. Die Zentrale Stelle der Landesjustizverwaltungen in Ludwigsburg ermittelte 1968 und stellte das Verfahren ein.

#### SS-Wachmannschaft
Die Baracke der SS-Wachmannschaft befand sich direkt neben dem KZ-Außenlager. Lagerführer war SS-Hauptscharführer Stoller. In der Häftlingshierarchie standen Juden an unterster Stelle, vor allem wegen der NS-Rassenideologie behandelte die SS sie am schlechtesten.

## Ab März 1945 bis Befreiung – SS-Baubrigade II
Mitte März 1945 wurde die ursprünglich 500-köpfige SS-Baubrigade II des KZ Sachsenhausen, bereits umorganisiert als SS-Eisenbahnbaubrigade, über Regensburg nach Landshut beordert, um am Bahnhof Aufräumarbeiten nach alliierten Luftangriffen zu verrichten. Die SS-Eisenbahnbaubrigaden waren als rollende KZ-Außenkommandos in Bauwaggons konzipiert, zur Übernachtung fuhr der Zug aus Landshut nach Ahrain. Auch bei diesem Außenkommando gab es Tote.
Am 27. April wurde dieses Kommando aufgelöst, die Gefangenen mussten sich in mehreren Kolonnen zu Fuß auf den Todesmarsch nach Wasserburg machen. Wer nicht mehr gehen konnte oder zurückblieb, wurde erschossen. In der Nacht vom 1. zum 2. Mai 1945 wurden diese Häftlinge von der US-Armee befreit. Andere Gefangene wurden bei Auflösung des Außenkommandos nach Graz transportiert.
Juristische Folgen gab es nicht. Die Zentrale Stelle der Landesjustizverwaltungen in Ludwigsburg ermittelte ab 1969 und erhob keine Anklage.

## Erinnerung und Gedenken
Bis in die 1980er und 1990er Jahre hinein leugnete die Stadt Landshut die Existenz des Dachauer KZ-Außenlagers, das Außenkommando Landshut solle in der KZ-Gedenkstätte Dachau gelöscht werden.

### Friedhof Achdorf (Landshut)
Zu den nördlich der Außenmauer des Friedhofs Achdorf ⊙ in Massengräbern verscharrten KZ-Häftlingen aus Landshut wurden nach Kriegsende 1945 weitere 74 Todesopfer aus Todesmärschen anderer Orte auf dem Friedhof bestattet. Deren sterbliche Überreste wurden 1958 exhumiert und zum KZ-Friedhof Flossenbürg umgebettet. Von den erwarteten 211 Leichen verstorbener KZ-Häftlinge wurden 1961 neben 13 Russen und Polen 83 Juden gefunden. Diese wurden ebenfalls auf den KZ-Sammelfriedhof in Flossenbürg umgebettet.
Auf dem Friedhof in Achdorf befand sich seit 1983 eine Gedenktafel: „Im Winter 1944/45 errichtete die NS-Organisation Todt am kleinen Exerzierplatz in Landshut ein Nachschublager der Wehrmacht. In ihm wurden ca. 500 nach Landshut transportierte Juden von Einheiten der SS bewacht zur Zwangsarbeit getrieben. Bis Mai 1945 starben hier 83 Juden als Folge der unmenschlichen Haft. Sie wurden an dieser Stelle, außerhalb der damaligen Nordmauer des Achdorfer Friedhofes begraben…“.
Am 17. September 2016 wurde eine neue Gedenkstätte auf dem Achdorfer Friedhof eingeweiht. Schüler des örtlichen Hans-Leinberger-Gymnasiums hatten die Namen von 82 der 83 umgebetteten KZ-Häftlinge recherchiert, der Künstler Mario Schoßer die neue Gedenkstätte mit Angabe der Namen konzipiert.